# Іменні стипендії Верховної Ради України для найталановитіших молодих учених
Іменні стипендії Верховної Ради України для найталановитіших молодих учених засновано Верховною Радою України з метою адресної підтримки  найталановитіших молодих учених України та створення додаткових можливостей і стимулів для проведення ними фундаментальних наукових досліджень з пріоритетних напрямів науки. Іменні стипендії засновані Верховною Радою України у 2007 році.
Щороку, з 1 січня 2008 року мають призначатися до 30 іменних стипендій Верховної Ради України для найталановитіших молодих учених терміном на один рік, у розмірі 2 тис. гривень щомісяця кожна. Стипендії можуть призначатися повторно.

## Підстави призначення стипендій
Іменні стипендії призначаються найталановитішим молодим ученим віком до 35 років, які проводять фундаментальні наукові дослідження та збагатили науку визначними здобутками, які успішно пройшли  захист докторської  дисертації або підготували матеріали докторської дисертації, що прийняті до розгляду спеціалізованою вченою радою для захисту докторських дисертацій.

## Процедура призначення стипендій
Стипендії призначаються на конкурсних засадах, їх виплата здійснюється за рахунок коштів,  передбачених кошторисом Верховної Ради України. 
Висунення претендентів на отримання стипендії здійснюють вчені наукові,науково-технічні, технічні)ради наукових установ за письмовими рекомендаціями не менш як двох докторів наук, особисто обізнаних з науковими досягненнями та здібностями кандидата на стипендію. Рішення про висунення приймається на засіданні ради наукової установи таємним голосуванням за умови, що за нього проголосувало не менше 2/3 присутніх членів цієї ради. 
На  підставі рішення вченої (наукової, науково-технічної, технічної) ради наукові установи готують клопотання про висунення претендентів на отримання Стипендії, в якому зазначаються їх основні наукові здобутки, науковий рівень, значимість і визнання в Україні та за її межами результатів проведених ними досліджень.
До клопотання додаються: 
- витяг з  протоколу ради наукової установи про висунення претендентів на отримання стипендії із зазначенням складу вченої (наукової, науково-технічної, технічної) ради та дати її створення;
- копія протоколу таємного голосування вченої ради;
- копія реєстраційної картки науково-дослідної роботи, у виконанні якої бере участь претендент на отримання стипендії;
- коротка анотація  роботи, яку виконує претендент на отримання стипендії;
- особовий листок по обліку кадрів претендента;
- засвідчений список наукових публікацій  претендента;
- засвідчені копії авторських свідоцтв, патентів;
- копія диплома доктора або кандидата наук.

Претенденти, які успішно пройшли захист докторської дисертації, до вищезазначених матеріалів додають витяг з протоколу засідання спеціалізованої вченої ради для захисту докторських дисертацій про результати захисту докторської дисертації. 
Претенденти, матеріали докторської дисертації яких прийнято до розгляду спеціалізованої вченої ради для захисту докторських дисертацій, додають також витяг з протоколу засідання спеціалізованої вченої ради для захисту докторських дисертацій про прийняття до розгляду його дисертації на здобуття вченого ступеня доктора наук. 
Наукові установи подають клопотання та вищезазначені матеріали щороку до 10 травня за підпорядкуванням до Національної  чи  галузевих  академій  наук  України,  відповідних центральних органів виконавчої влади. 
Національна та галузеві академії наук України, центральні органи виконавчої влади за результатами розгляду матеріалів відповідних наукових установ щороку до 1 червня подають до Комітету Верховної Ради України з питань науки і освіти подання та зазначені документи, щодо претендентів на отримання стипендії. 
Конкурсний відбір кандидатур на отримання стипендії здійснює Конкурсна комісія, що утворюється Комітетом Верховної Ради України з питань науки і освіти. Конкурсну комісію очолює голова Комітету Верховної Ради України з питань науки і освіти, до її складу залучаються провідні вчені з відповідних наукових напрямів.  
Комітет Верховної Ради України з питань науки і освіти за поданням Конкурсної комісії щорічно до 1 листопада вносить до Верховної Ради України подання на призначення іменних стипендій Верховної Ради України для найталановитіших молодих учених. 
Верховна Рада України щорічно до 1 грудня приймає рішення про призначення Стипендій та їх виплату з 1 січня року, що є наступним після року проведення конкурсного відбору.

## Звітування стипендіата про результати роботи
Впродовж місяця по закінченню терміну отримання стипендіатом стипендії вчена (наукова, науково-технічна, технічна) рада наукової установи, де працює (навчається)  стипендіат, заслуховує його науковий звіт про результати річних досліджень та приймає рішення щодо їх затвердження. 
Наукова установа, де працює (навчається) стипендіат, разом з витягом з протоколу засідання вченої (наукової, науково-технічної, технічної) ради подає один примірник наукового звіту за підпорядкуванням до Національної чи галузевих академій наук України, центральних органів виконавчої влади. 
Другий примірник зберігається у відповідній науковій установі. 
Національна та галузеві академії наук України, відповідні центральні органи виконавчої влади щороку до 10  лютого року, що є наступним за роком виплати стипендій, подають до Комітету Верховної Ради України з питань науки і освіти науковий звіт разом з витягом з протоколу засідання ради.

## Особливі обставини
У разі виникнення обставин, що унеможливлюють проведення стипендіатом наукових досліджень, наукова установа, яка клопотала про призначення йому стипендії, повідомляє про це за підпорядкуванням Національну чи галузеві академії наук України, центральні органи виконавчої влади, які інформують про це Комітет Верховної Ради України з питань науки і освіти. 
У разі, якщо стипендіат змінив місце роботи або після навчання в докторантурі перейшов на роботу в іншу наукову установу, яка не здійснювала його висунення на отримання стипендії, ця наукова установа, відповідно до підпорядкування, подає клопотання про виплату стипендіату стипендії за новим місцем роботи. Одночасно подається витяг з протоколу засідання ради наукової установи щодо доцільності виплати стипендії за новим місцем роботи стипендіата, відповідності наукової тематики та наявності необхідної матеріальної (лабораторної) бази для проведення досліджень, про які було заявлено у конкурсних матеріалах. Національна та галузеві академії наук, центральні органи виконавчої влади направляють зазначені документи до Комітету Верховної Ради України з питань науки і освіти. 
Рішення про припинення виплати стипендії стипендіату в кожному випадку окремо приймає Верховна Рада України за поданням Комітету Верховної Ради України з питань науки і освіти. 

## Історія
Верховна Рада України призначала у 2008-2019 рр. для докторів наук (віком до 35 років) та молодих учених, які успішно пройшли захист докторської дисертації 388 іменних стипендій у розмірі 2 тис. гривень щомісяця кожна, а саме: 
- у 2008 році – 10 стипендій;[1]
- у 2009 році – 14 стипендій;[2]
- у 2010 році – 17 стипендій;[3]
- у 2011 році – 15 стипендій;[4]
- у 2012 році – 30 стипендій;[5]
- у 2013 році – 30 стипендій;[6]
- у 2014 році – 30 стипендій;[7]
- у 2015 році – 28 стипендій;[8]
- у 2016 році – 24 стипендії.[9]
- у 2017 році – 30 стипендій.[10]
- у 2018 році – 30 стипендій.[11]
- у 2019 році – 30 стипендій.[12]
- у 2020 році – 30 стипендій.[13]